# Distretto di Si Sakhon
Il distretto di Si Sakhon (in thailandese: ศรีสาคร) è un distretto (amphoe) della Thailandia, situato nella provincia di Narathiwat.